# Склеральные линзы
Склеральные линзы, также известные как склеральные контактные линзы и протезы глазной поверхности — большие контактные линзы, помещаемые на склеру, которые образуют на роговице пространство, заполненное слёзной жидкостью. Склеральные линзы предназначены для лечения различных заболеваний глаз, многие из которых не поддаются другим формам лечения.

## Применение

### В медицинских целях
Склеральные линзы могут использоваться для улучшения остроты зрения, уменьшения боли и чувствительности к свету у людей, страдающих от растущего числа расстройств или травм глаз, например: тяжелый синдром сухого глаза, микрофтальмия, кератоконус, эктазия роговицы, синдром Стивенса-Джонсона, синдром Шегрена, аниридия, нейротрофический кератит, осложнения после лазерной коррекции зрения, аберрации глаза высокой степени, осложнения после пересадки роговицы и пеллюцидная дегенерация. Хирургические осложнения и другие травмы глаз, деформированные роговичные имплантаты, а также химические и термальные ожоги тоже можно лечить с помощью склеральных линз.
Склеральные линзы также могут применяться людьми, чьи глаза слишком чувствительны для роговичных, менее крупных линз, и нуждаются в более жёстких линзах для лечения таких дефектов зрения, как астигматизм.

### Специальные эффекты
Медицинские склеральные линзы не следует путать с декоративными, мягкими линзами, которые не содержат жидкости. Такие линзы используются в фильмах; примерами могут послужить белые глаза монстров в Зловещих мертвецах, или чёрные глаза в фильмах Другой мир и Другой мир: Эволюция, или эпизод Звёздного пути Куда не ступала нога человека. Эти линзы часто неудобны, и даже могут затруднять зрение актёров, но впечатляющие визуальные эффекты перевешивают эти недостатки. Декоративные линзы могут быть изготовлены на заказ, хотя большинство компаний продают линзы только с заранее разработанным дизайном.

### Отслеживание движений глаз
Склеральные линзы со встроенными зеркалами или датчиками магнитного поля в виде катушки провода (так называемые склеральные катушки) часто используются в экспериментах в области офтальмологии или когнитивистики для отслеживания движений глаз (окулографии).

## Дизайн

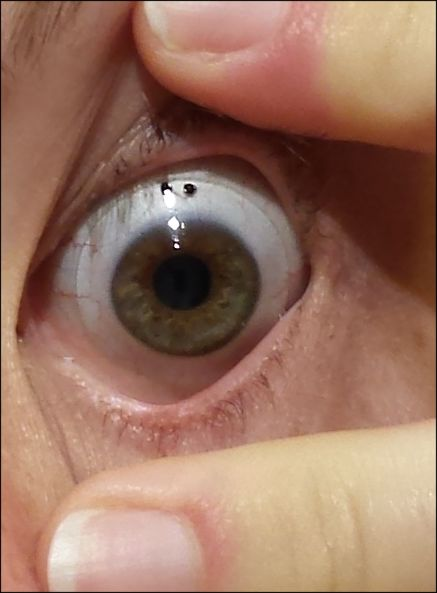
Склеральная линза в глазу пациента с хроническим тяжёлым синдромом сухого глаза. Видны находящиеся на склере края линзы.

Современные склеральные линзы изготавливаются из полимеров с высокой степенью кислородной проницаемости. Эти линзы уникальны по своей конструкции в том, что находятся и опираются на склеру, то есть, белок глаза. Причиной такого уникального расположения обычно становятся потребности конкретного пациента: например, его роговица может быть слишком чувствительной, чтобы размещать линзу непосредственно на ней. По сравнению с роговичными контактными линзами, склеральные линзы значительно более выпуклые. Между роговицей и линзой создаётся пространство, заполненное жидкостью — искусственной слезой. Линза играет роль своеобразной «повязки» или покрытия для поверхности глаза, обеспечивая благоприятную среду для лечения тяжелых заболеваний глазной поверхности. Выпуклая форма склеральной линзы и заполненный жидкостью резервуар между линзой и роговицей также подстраиваются под неровности роговицы и компенсируют их, позволяя с комфортом восстанавливать зрение пациента. Такой подход позволяет добиться максимально корригированной остроты зрения.

## Использование

### Надевание
Склеральные линзы могут быть вставлены в глаза пальцами, с помощью ручной присоски, или стационарной присоски с подсветкой. Перед вставкой линза заполняется стерильным физиологическим раствором или другим предписанным раствором. Небольшое количество жидкости в процессе надевания проливается за края линзы; это делается для того, чтобы убедиться в отсутствии пузырьков воздуха под линзой после того, как она будет размещена на глазу. После этого можно пальцем повернуть линзу так, чтобы верхняя часть, часто отмеченная точкой, оказалась наверху. Левая линза часто помечается двумя точками, а правая — одной.

### Снятие и хранение
Склеральные линзы снимают вручную или с помощью специальной присоски. Перед повторным использованием линзы очищаются и дезинфицируются. Склеральные линзы нельзя носить во время сна, поэтому многие владельцы линз оставляют их дезинфицироваться на ночь. В отличие от обычных контактных линз, многие склеральные линзы, если они не используются в течение долгого времени, можно хранить сухими.

## История
Первый прототип склеральной линзы был разработан ещё в начале 1880-х годов. Первоначально эти линзы создавались с использованием слепка глаза. Линзам придавали форму, соответствующую форме слепка, изначально с использованием выдувного стекла, а затем матового стекла в 1920-х и полиметилметакрилата в 1940-х годах. Поначалу склеральные линзы не пропускали кислород, тем самым приводя к дефициту кислорода, поступающего к роговице владельца. Таким образом, склеральные линзы перестали использоваться вплоть до 1970-х годов.
Производство склеральных линз вновь возросло после того, как кислородопроницаемые материалы, изначально использовавшиеся для изготовления жёстких газопроницаемых линз (ЖГП), стали доступны для других целей. Вместо слепков начали применяться пробные наборы: пациент испытывает несколько готовых линз в течение дней, недель или месяцев, чтобы подобрать наиболее подходящий вариант. В последнее время развитие методов цифровой обработки изображений позволило некоторым поставщикам повысить точность подбора линз. Ряд производителей также поставляет склеральные линзы с настраиваемыми точками регулировки, позволяя скорректировать линзу с помощью токарного станка, чтобы та лучше соответствовала форме конкретного глаза.
В 2008 году был разработан новый цифровой процесс для изготовления индивидуальных склеральных линз. Эта новая технология использует цифровое устройство обработки изображений, чтобы зафиксировать рельеф поверхности глаза. С помощью полученной информации создаётся виртуальная 3D модель склеральной линзы. Затем в модель добавляются волновой фронт и другие индивидуальные элементы. Наконец, с помощью виртуальной модели изготовляется индивидуально созданная линза, обеспечивающая высокую степень коррекции зрения. Этот процесс был запатентован между 2008 и 2014 годами.